# Shannon Falls Park
Shannon Falls Park är en park i Kanada.   Den ligger i Squamish-Lillooet Regional District och provinsen British Columbia, i den sydvästra delen av landet, 3 500 km väster om huvudstaden Ottawa. Shannon Falls Park ligger 179 meter över havet.
Terrängen runt Shannon Falls Park är huvudsakligen bergig, men åt sydost är den kuperad. Havet är nära Shannon Falls Park västerut. Närmaste större samhälle är Squamish, 3,9 km norr om Shannon Falls Park.
Runt Shannon Falls Park är det mycket glesbefolkat, med 6 invånare per kvadratkilometer.